# Giuseppe Ogna
Giuseppe Ogna (Sant'Eufemia della Fonte, 5 de noviembre de 1933–Brescia, 8 de mayo de 2010) fue un deportista italiano que compitió en ciclismo en la modalidad de pista, especialista en las pruebas de velocidad individual y tándem.
Participó en los Juegos Olímpicos de Melbourne 1956, obteniendo una medalla de bronce en la prueba de tándem (haciendo pareja con Cesare Pinarello). Ganó una medalla de oro en el Campeonato Mundial de Ciclismo en Pista de 1955, en la prueba de velocidad individual.

## Medallero internacional
| Juegos Olímpicos   | Juegos Olímpicos      | Juegos Olímpicos  | Juegos Olímpicos         |
| Año                | Lugar                 | Medalla           | Competición              |
| ------------------ | --------------------- | ----------------- | ------------------------ |
| 1956               | Melbourne (Australia) | Medalla de bronce | Tándem                   |
| Campeonato Mundial |                       |                   |                          |
| Año                | Lugar                 | Medalla           | Competición              |
| 1955               | Milán (Italia)        | Medalla de oro    | Velocidad individual (A) |